# Sertularia plumosa
Sertularia plumosa är en nässeldjursart som först beskrevs av Clark 1876.  Sertularia plumosa ingår i släktet Sertularia och familjen Sertulariidae.
Artens utbredningsområde är Norra Ishavet. Inga underarter finns listade i Catalogue of Life.